# ISO 3166-2:KI
ISO 3166-2:KI este o secțiune a ISO 3166-2, parte a standardului ISO 3166, publicat de Organizația Internațională de Standardizare (ISO), care definește codurile pentru subdiviziunile Republicii Kiribati (a cărui cod ISO 3166-1 alpha-2 este KI).
În prezent sunt asignate coduri pentru trei grupuri de insule ale Republicii Kiribati.
Fiecare cod începe cu KI-, urmat de o literă.

## Codurile actuale

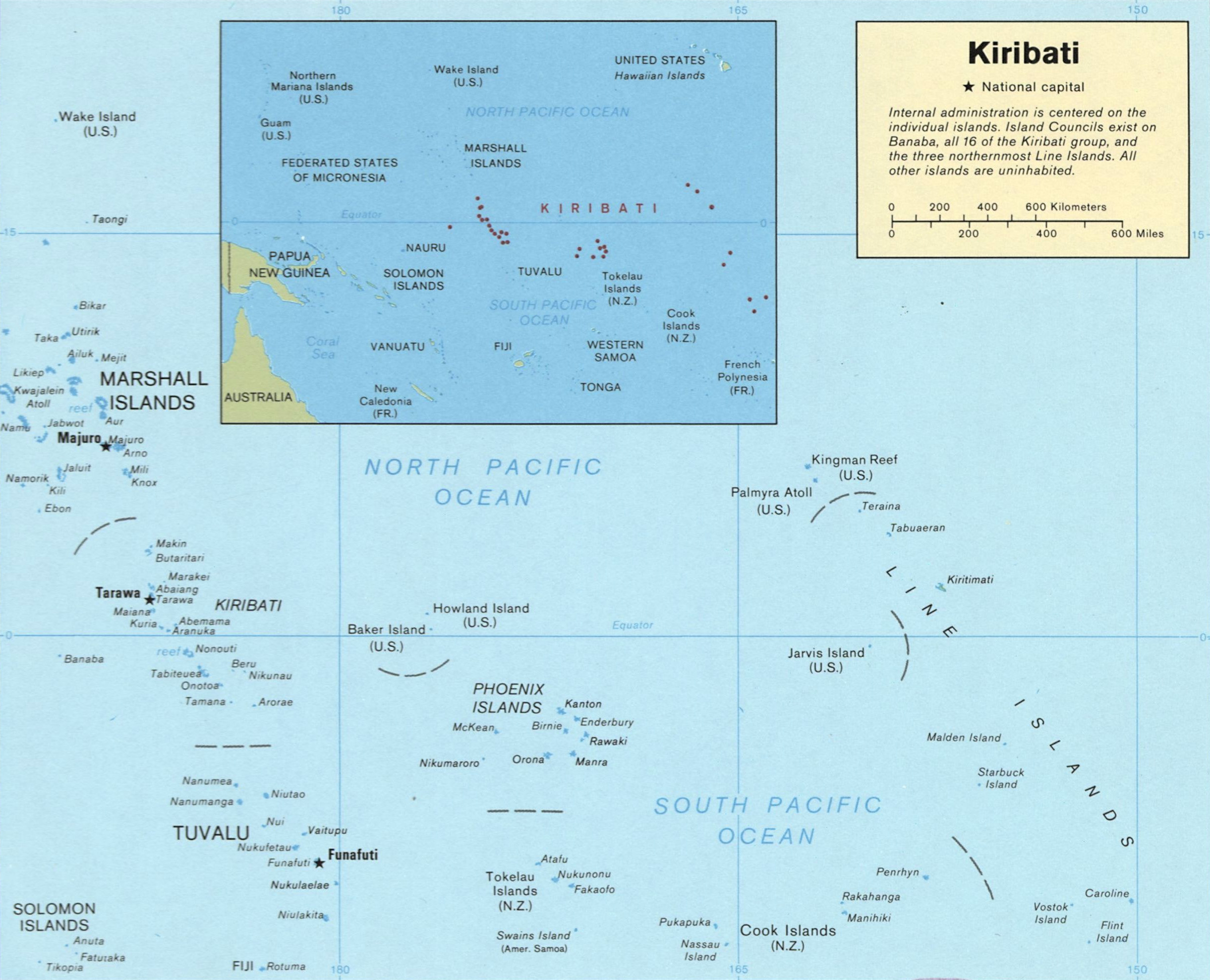
Insulele Republicii Kiribati

Codurile și numele diviziunilor sunt listate așa cum se regăsesc în standardul publicat de Agenția de Mentenanță a standardului ISO 3166 (ISO 3166/MA). Faceți click pe butonul din capul listei pentru a sorta fiecare coloană.
| Cod  | Nume subdiviziune |
| ---- | ----------------- |
| KI-G | Insulele Gilbert  |
| KI-L | Insulele Line     |
| KI-P | Insulele Phoenix  |